# Electroforesis nativa
La electroforesis nativa son una serie de técnicas electroforéticas utilizadas para la separación individual de proteínas, complejos proteicos y supercomplejos. Interacciones proteína-proteína lábiles y estables pueden ser detectadas dependiendo de las condiciones experimentales utilizadas (detergentes y soluciones amortiguadoras).
La electroforesis nativa es aplicable para la detección en el mismo gel de proteínas con marcadores fluorescentes y por ensayos de actividad enzimática en el mismo gel (zimogramas). También es utilizada para determinar masas moleculares de proteínas en estado nativo y de estado oligomérico de las proteínas de membrana. Los extractos de proteínas de las electroforesis pueden ser utilizadas para la producción de anticuerpos, para trabajos de proteómica y para investigaciones estructurales.
La separación de las subunidades componentes de un complejo proteico en una segunda dimensión desnaturante (SDS-PAGE) es muy utilizada para estudios proteómicos o inmunológicos.

## Tipos de electroforesis nativa
Estos tipos de métodos son de microescala (de laboratorio) especialmente utilizados para un vasto número de investigaciones bioquímicas, biológicas y clínicas.

### Electroforesis nativa simple
En inglés denominada "Clear Native PAGE (CN-PAGE)". Esta técnica permite separar proteínas solubles y de membrana en geles de acrilamida en gradiente, es de menor resolución que BN-PAGE. Sin embargo, esta metodología es posiblemente las más utilizada de todas (aunque no la mejor) para determinar las interacciones entre las proteínas. Es popular por su simplicidad y costo, pero cabe destacar que en este tipo de electroforesis la carga de la proteína influirá en su migración, por lo tanto, no se puede determinar de forma certera la masa molecular.

### Electroforesis "Blue Native (BN)"
BN-PAGE es una técnica que utiliza Azul de Coomassie en vez de detergente SDS (que desnaturalizará las proteínas) en el buffer catódico, esto es necesario para otorgar una carga negativa a la proteína o el complejo en estudio. Las principales desventajas de esta métodologia es que se romperán las interacciones proteína-proteína si no son fuertes disociando los complejos proteicos existentes. Sin embargo, algunos complejos se mantendrán estables y migrarán exclusivamente sobre la base de su peso molecular.

### Isoelectroenfoques en gel
Los isoelectroenfoques en geles de poliacrilamida permiten separar las proteínas sobre la base de su punto isoelectrico (pIs). Este tipo de técnicas no desnatura las proteínas en estudio, por lo tanto, puede ser acoplada a zimogramas para la visualización de actividad enzimática.